# Arucas
Arucas és un municipi de l'illa de Gran Canària, a les illes Canàries. Comprèn en el seu terme municipal els llogarets de Bañaderos, La Montañeta, la Fula, Presa del Pinto i los Palmitos.
Destaca dintre del seu patrimoni històric-artístic l'església de San Juan Bautista, coneguda popularment com la catedral de Arucas: encara que la seva configuració inicial data del segle xvii, l'església actual va ser aixecada en estil neogòtic de nova planta a principis del segle xx. En el seu interior guarda un considerable tresor artístic, amb peces escultòriques de procedència italiana, pintures flamenques i de l'escola andalusa, i obres de Cristóbal Hernández de Quintana. En 1894 arriba a la categoria de ciutat per gràcia de la llavors reina regent Maria Cristina d'Habsburg-Lorena, en mèrit al seu creixement i laboriositat.
La ciutat es troba al peu de la muntanya d'Arucas, un volcà apagat en el qual hi ha un mirador amb vista excel·lents cap als quatre punts cardinals i que exhibeix un aspecte molt peculiar: sembla que té en un costat una espècie de petjada gegant. L'agricultura ha estat des de sempre la principal riquesa econòmica d'Arucas, destacant avui dia les àmplies vegas de cultiu de plàtans. El municipi posseïx diversos parcs senyorials com el parc municipal d'Arucas, al costat del centre històric, o el jardí de la Marquesa, jardí botànic que data del segle xix. En aquesta ciutat s'elabora el ron mel, procedent de la canya de sucre.

## Població
| Any  | Població | Densitat     |
| ---- | -------- | ------------ |
| 1991 | 26.974   | -            |
| 1996 | 29.179   | -            |
| 2001 | 32.466   | 983,81/km²   |
| 2002 | 32.917   | -            |
| 2003 | 33.449   | 1.013,3/km²  |
| 2004 | 33.701   | 1.009,31/km² |
| 2005 | -        | -            |
| 2006 | 34.874   | 1.056,47/km² |
| 2007 | 35.280   | 1.068,77/km² |